# Gliese 440
Désignations
Gliese 440 (GJ 440), également connue sous les désignations de WD 1142-645 ou encore de LAWD 37, est une étoile naine blanche située à 15,1 années-lumière de la Terre dans la constellation de la Mouche.

## Propriétés
Les naines blanches ne produisent plus d'énergie dans leur cœur par fusion nucléaire, et à la place elles rayonnent continuellement leur chaleur résiduelle. GJ 440 a un type spectral DQ, indiquant qu'il s'agit d'un type rare de naine blanche qui montre la présence de carbone atomique ou moléculaire dans son spectre.
Gliese 440 est le reste d'une étoile massive de la séquence principale qui avait une masse estimée à 4,4 masses solaires. Quand elle était dans la séquence principale, c'était probablement une étoile de type spectral B (dans la plage B4-B9). La plus grande partie de la masse initiale de l'étoile fut expulsée lors de son passage par le stade branche asymptotique des géantes, juste avant de devenir une naine blanche. Sa température de surface est d'environ 7 840 K. Selon ses caractéristiques physiques, son âge — en tant que naine blanche — est évalué à 1,2 milliard d'années.
En 2019, Gliese 440 est passée directement devant une étoile plus lointaine, créant un phénomène de microlentille gravitationnelle. Cet événement a été observé par le télescope spatial Hubble, ce qui a permis à sa masse d'être directement mesurée comme valant 0,56 ± 0,08 masse solaire. Cela correspond bien à la gamme de masses attendues pour une naine blanche à carbone et à oxygène. Il s'agissait de la seconde fois que la masse d'une naine blanche a été mesurée par microlentille gravitationnelle, après Stein 2051 B.

## Recherche de compagnons
Un examen avec le télescope spatial Hubble n'a pas révélé de compagnon en orbite, au moins dans la limite de détection.

## Cinématique
GJ 440 est peut-être un membre du courant d'étoiles de Wolf 219, qui a sept membres probables. Ces étoiles partagent un mouvement similaire dans l'espace, ce qui peut indiquer une origine commune. Ce groupe a une vitesse spatiale estimée à 160 km/s et parcourt une orbite hautement excentrique à travers la Voie lactée.